# Paul Mensah
Paul Mensah (Kormantse, 13 ottobre 1999) è un calciatore ghanese, attaccante del Blau-Weiß Linz.

## Carriera
Mensah è cresciuto calcisticamente nel Krystal Palace in Ghana. Nel 2018 è stato acquistato al Kapfenberger; ha debuttato in prima squadra il 3 agosto 2018 nell'incontro di 2. Liga vinto 2-0 contro il Floridsdorfer e due settimane più tardi ha segnato il suo primo gol nel 3-1 al Vorwärts Steyr.
Nel 2020 è stato ceduto al Botoșani in Romania. Utilizzato solo due volte nella prima parte di stagione, a gennaio ha fatto ritorno in Austria al Blau-Weiß Linz, con cui prima ha vinto il campionato di seconda divisione e poi ha giocato per due stagioni in prima divisione.

## Statistiche

### Presenze e reti nei club
Statistiche aggiornate al 6 aprile 2024.
| Stagione        | Squadra         | Campionato      | Campionato | Campionato | Coppe nazionali | Coppe nazionali | Coppe nazionali | Coppe continentali | Coppe continentali | Coppe continentali | Altre coppe | Altre coppe | Altre coppe | Totale | Totale | Totale |
| Stagione        | Squadra         | Comp            | Pres       | Reti       | Comp            | Pres            | Reti            | Comp               | Pres               | Reti               | Comp        | Pres        | Reti        | Pres   | Reti   |        |
| --------------- | --------------- | --------------- | ---------- | ---------- | --------------- | --------------- | --------------- | ------------------ | ------------------ | ------------------ | ----------- | ----------- | ----------- | ------ | ------ | ------ |
| 2018-2019       | Kapfenberger    | 2L              | 24         | 6          | CA              | 2               | 0               |                    | -                  | -                  |             | -           | -           | 26     | 6      |        |
| 2019-2020       | Kapfenberger    | 2L              | 25         | 5          | CA              | 3               | 1               |                    | -                  | -                  |             | -           | -           | 28     | 6      |        |
| 2020-gen. 2021  | Kapfenberger    | 2L              | 24         | 5          | CA              | 3               | 1               |                    | -                  | -                  |             | -           | -           | 27     | 6      |        |
| 2021-2022       | Botoșani        | L1              | 1          | 0          | CR              | 1               | 0               |                    | -                  | -                  |             | -           | -           | 2      | 0      |        |
| gen.-giu. 2022  | Blau-Weiß Linz  | 2L              | 13         | 3          | CA              | 0               | 0               |                    | -                  | -                  |             | -           | -           | 13     | 3      |        |
| 2022-2023       | Blau-Weiß Linz  | 2L              | 30         | 3          | CA              | 2               | 1               |                    | -                  | -                  |             | -           | -           | 32     | 4      |        |
| 2023-2024       | Blau-Weiß Linz  | BL              | 24         | 2          | CA              | 3               | 1               |                    | -                  | -                  |             | -           | -           | 27     | 3      |        |
| Totale carriera | Totale carriera | Totale carriera | 141        | 24         |                 | 14              | 4               |                    | -                  | -                  |             | -           | -           | 155    | 28     |        |

## Palmarès

### Club

#### Competizioni nazionali
- 2. Liga: 1

Blau-Weiß Linz: 2022-2023